# Лициния Эвхарида
Лици́ния Эвхари́да (лат. Licinia Eucharis; I век до н. э.) — римская вольноотпущенница и театральная актриса.
Лициния Эвхарида жила в I в. до н. э. Она была греческого происхождения и принадлежала римлянке Лицинии. Она относилась к немногочисленным античным актрисам, завоевавшим благодаря своей профессии известность в Риме.
В отличие от Греции, где в театрах играли только свободные граждане-мужчины, в Риме дозволялось играть и женщинам. Это объяснялось тем, что в греческих городах театры были тесно связаны с религией и играли в полисе большую воспитательную роль. Даже в самые тяжёлые времена театр продолжал быть частью общественной жизни, а в Афинах около столетия существовала особая, неприкосновенная театральная касса. В Древнем Риме театр не был связан с религией и изначально играл сугубо развлекательную роль, а потому в нём могли выступать и женщины, и вольноотпущенники, и рабы. Однако многие престижные римские театры по-прежнему запрещали играть на сценах женщинам, и тем приходилось довольствоваться более скромными ролями немого жанра (например, мимов и танцовщиц) — эти роли считались не столь респектабельными. Многие артистки-вольноотпущенницы своим талантом добивались большого успеха: в частности, вольноотпущенницей была и другая римская актриса, Фабия Арета.
Эвхарида сделала себе успешную карьеру и благодаря своему таланту получила освобождение из рабства. Она вошла в число немногих актрис, которые заслужили право выступать в театрах и получать за это плату. Эвхарида исполняла лучшие партии, выступала перед римской знатью и тем самым добилась славы, признания и уважения.